# Hannibal Alphons von Porcia
Hannibal Alphons von Porcia, V principe di Porcia, in italiano Annibale Alfonso Porcia indicato anche come Porzia o Portia (Vienna, 7 maggio 1679 – Spittal an der Drau, 4 novembre 1737), è stato un nobile e politico austriaco.

## Biografia
Hannibal Alphons era figlio del principe Hyeronimus Askanius von Porcia e della contessa Luisa Fana di Polcenigo.
Frequentò sin da giovane i circoli dell'alta aristocrazia, riuscendo così a divenire consigliere e ciambellano alla corte di Coira. Successivamente divenne ciambellano imperiale e l'imperatore Giuseppe II del Sacro Romano Impero lo prescelse quale inviato imperiale a Mosca. Al ritorno dal suo impegno, il Porcia divenne consigliere privato dell'imperatore e venne nominato governatore della Carinzia. Dal 1728 al 1733 ebbe la presidenza del Collegio Imperiale del Commercio istituito per i territori di Trieste e Fiume.
Proprietario di estesi appezzamenti di foreste nel Friuli, il Porcia nel 1734 stipulò un trattato con gli ebrei di Vienna, concedendo loro di tagliare una certa quantità di legname nelle suddette foreste e venderla ai veneziani e agli olandesi. Quando il governo imperiale di Vienna ebbe notizia di questo fatto, il Porcia venne costretto ad annullare tale accordo e quei legnami vennero acquistati direttamente dal governo per la costruzione delle navi della flotta austriaca di base nei porti di Trieste e Fiume. Ma un secondo e reale motivo dell'annullamento di quel contratto fu che l'imperatore Giuseppe II non desiderava che il patrimonio forestale del Friuli finisse in mano ad oppositori dell'impero, pronti a utilizzare tale legname contro gli alleati dell'imperatore. Ad aggravare la situazione vi era il fatto che gli acquirenti sarebbero stati ebrei, fatto che andava in  contrasto con le politiche religiose del governo centrale di Giuseppe II. Il fatto comunque creò un precedente e fece nel contempo scalpore, dal momento che fu una delle rare occasioni nelle quali il governo intervenne direttamente in una trattativa privata, anche se solo per il fatto che essa avrebbe avuto un significativo impatto.
Negli ultimi anni della sua vita il principe si ritirò nel suo castello di Spittal an der Drau, in Cariniza, dove morì nel 1737 all'età di 59 anni.

## Albero genealogico
|                                                       |  |                             | Genitori |  |  | Nonni |  |  | Bisnonni                    |  |  | Trisnonni         |  |
|                                                       |  |                             |          |  |  |       |  |  | Fortunat Alphons von Porcia |  |  | Hermes von Porcia |  |
|                                                       |  |                             |          |  |  |       |  |  | Fortunat Alphons von Porcia |  |  | Hermes von Porcia |  |
|                                                       |  | Maria Magdalena von Lamberg |          |  |  |       |  |  | Fortunat Alphons von Porcia |  |  |                   |  |
| Ferdinand Guido von Porcia                            |  |                             |          |  |  |       |  |  | Fortunat Alphons von Porcia |  |  |                   |  |
|                                                       |  | Elisabeth Viehäuser         |          |  |  |       |  |  |                             |  |  |                   |  |
|                                                       |  |                             |          |  |  |       |  |  |                             |  |  |                   |  |
|                                                       |  |                             |          |  |  |       |  |  |                             |  |  |                   |  |
| Hyeronimus Askanius von Porcia, IV principe di Porcia |  |                             |          |  |  |       |  |  |                             |  |  |                   |  |
|                                                       |  |                             |          |  |  |       |  |  |                             |  |  |                   |  |
|                                                       |  |                             |          |  |  |       |  |  |                             |  |  |                   |  |
|                                                       |  |                             |          |  |  |       |  |  |                             |  |  |                   |  |
| Elisabetta Valmarana                                  |  |                             |          |  |  |       |  |  |                             |  |  |                   |  |
|                                                       |  |                             | …        |  |  |       |  |  |                             |  |  |                   |  |
|                                                       |  |                             |          |  |  |       |  |  |                             |  |  |                   |  |
|                                                       |  | …                           |          |  |  |       |  |  |                             |  |  |                   |  |
| Hannibal Alphons von Porcia, V principe di Porcia     |  |                             |          |  |  |       |  |  |                             |  |  |                   |  |
|                                                       |  |                             |          |  |  |       |  |  |                             |  |  |                   |  |
|                                                       |  |                             |          |  |  |       |  |  |                             |  |  |                   |  |
|                                                       |  |                             |          |  |  |       |  |  |                             |  |  |                   |  |
|                                                       |  |                             |          |  |  |       |  |  |                             |  |  |                   |  |
|                                                       |  |                             |          |  |  |       |  |  |                             |  |  |                   |  |
|                                                       |  |                             |          |  |  |       |  |  |                             |  |  |                   |  |
|                                                       |  |                             |          |  |  |       |  |  |                             |  |  |                   |  |
| Luisa di Polcenigo                                    |  |                             |          |  |  |       |  |  |                             |  |  |                   |  |
|                                                       |  |                             |          |  |  |       |  |  |                             |  |  |                   |  |
|                                                       |  |                             |          |  |  |       |  |  |                             |  |  |                   |  |
|                                                       |  |                             |          |  |  |       |  |  |                             |  |  |                   |  |
|                                                       |  |                             |          |  |  |       |  |  |                             |  |  |                   |  |
|                                                       |  |                             |          |  |  |       |  |  |                             |  |  |                   |  |
|                                                       |  |                             |          |  |  |       |  |  |                             |  |  |                   |  |
|                                                       |  |                             |          |  |  |       |  |  |                             |  |  |                   |  |
|                                                       |  |                             |          |  |  |       |  |  |                             |  |  |                   |  |